# European Championships 2022/Teilnehmer (Nordmazedonien)
| Gelbes Symbol für Goldmedaillen mit stilisierten Olympischen Ringen | Graues Symbol für Silbermedaillen mit stilisierten Olympischen Ringen | Braundes Symbol für Bronzemedaillen mit stilisierten Olympischen Ringen |
| ------------------------------------------------------------------- | --------------------------------------------------------------------- | ----------------------------------------------------------------------- |
| —                                                                   | —                                                                     | —                                                                       |

Der Nordmazedonien nahm an den European Championships 2022 mit insgesamt 10 Athleten (7 Männer, 3 Frauen) teil.

## Teilnehmer nach Sportarten

### Kanurennsport
| Athleten                        | Wettbewerb | Vorlauf      | Vorlauf | Vorlauf       | Halbfinale    | Halbfinale    | Halbfinale    | Finale        | Finale        | Rang |
| Athleten                        | Wettbewerb | Zeit         | Rang    | Qualifikation | Zeit          | Rang          | Qualifikation | Zeit          | Rang          | Rang |
| ------------------------------- | ---------- | ------------ | ------- | ------------- | ------------- | ------------- | ------------- | ------------- | ------------- | ---- |
| Männer                          |            |              |         |               |               |               |               |               |               |      |
| Vladimir Maleski                | K-1 200 m  | 41.252 s     | 9       | –             | ausgeschieden | ausgeschieden | ausgeschieden | ausgeschieden | ausgeschieden | 18   |
| Nikola Maleski                  | K-1 500 m  | 2:02.322 min | 8       | –             | ausgeschieden | ausgeschieden | ausgeschieden | ausgeschieden | ausgeschieden | 24   |
| Nikola Maleski$Vladimir Maleski | K-2 200 m  | 39.304 s     | 7       | Halbfinale    | 40.089 s      | 8             | –             | ausgeschieden | ausgeschieden | 14   |
| Nikola Maleski$Vladimir Maleski | K-2 500 m  | 1:58.208 min | 8       | –             | ausgeschieden | ausgeschieden | ausgeschieden | ausgeschieden | ausgeschieden | 24   |

### Leichtathletik
Laufen und Gehen 
| Athleten        | Wettbewerb   | Vorlauf     | Vorlauf | Halbfinale    | Halbfinale    | Finale        | Finale        | Rang |
| Athleten        | Wettbewerb   | Zeit        | Rang    | Zeit          | Rang          | Zeit          | Rang          | Rang |
| --------------- | ------------ | ----------- | ------- | ------------- | ------------- | ------------- | ------------- | ---- |
| Frauen          |              |             |         |               |               |               |               |      |
| Drita Islami    | 400 m Hürden | 1:01,56 min | 24      | ausgeschieden | ausgeschieden | ausgeschieden | ausgeschieden | 35   |
| Männer          |              |             |         |               |               |               |               |      |
| Dario Ivanovski | Marathon     | —           | —       | —             | —             | DNF           | DNF           | DNF  |

 Springen und Werfen 
| Athleten         | Wettbewerb  | Qualifikation | Qualifikation | Finale        | Finale        | Rang |
| Athleten         | Wettbewerb  | Weite         | Rang          | Weite         | Rang          | Rang |
| ---------------- | ----------- | ------------- | ------------- | ------------- | ------------- | ---- |
| Männer           |             |               |               |               |               |      |
| Muhamet Ramadani | Kugelstoßen | 18,26 m       | 22            | ausgeschieden | ausgeschieden | 22   |

### Radsport

#### Straße
| Athleten         | Wettbewerb       | Zeit         | Rang |
| ---------------- | ---------------- | ------------ | ---- |
| Männer           |                  |              |      |
| Andrej Petrovski | Straßenrennen    | DNF          | DNF  |
| Andrej Petrovski | Einzelzeitfahren | 32:15,35 min | 32   |
| Stefan Petrovski | Straßenrennen    | DNF          | DNF  |

### Sportklettern
| Athleten          | Wettbewerb | Qualifikation | Qualifikation | Halbfinale    | Halbfinale    | Finale        | Finale        | Rang |
| Athleten          | Wettbewerb | Punkte        | Rang          | Punkte        | Rang          | Punkte        | Rang          | Rang |
| ----------------- | ---------- | ------------- | ------------- | ------------- | ------------- | ------------- | ------------- | ---- |
| Frauen            |            |               |               |               |               |               |               |      |
| Mirjana Stojanova | Lead       | 44,24         | 45            | ausgeschieden | ausgeschieden | ausgeschieden | ausgeschieden | 45   |
| Männer            |            |               |               |               |               |               |               |      |
| Jovan Ivanov      | Lead       | 54,00         | 54            | ausgeschieden | ausgeschieden | ausgeschieden | ausgeschieden | 54   |

### Tischtennis
| Athleten                              | Wettbewerb | Gruppenphase         | Gruppenphase | Vorrunde      | Vorrunde      | 1. Runde                   | 1. Runde      | 2. Runde                         | 2. Runde      | Achtelfinale  | Achtelfinale  | Viertelfinale | Viertelfinale | Halbfinale    | Halbfinale    | Finale        | Finale        | Rang          |
| Athleten                              | Wettbewerb | Gegner               | Erg.         | Gegner        | Erg.          | Gegner                     | Erg.          | Gegner                           | Erg.          | Gegner        | Erg.          | Gegner        | Erg.          | Gegner        | Erg.          | Gegner        | Erg.          | Rang          |
| ------------------------------------- | ---------- | -------------------- | ------------ | ------------- | ------------- | -------------------------- | ------------- | -------------------------------- | ------------- | ------------- | ------------- | ------------- | ------------- | ------------- | ------------- | ------------- | ------------- | ------------- |
| Frauen                                |            |                      |              |               |               |                            |               |                                  |               |               |               |               |               |               |               |               |               |               |
| Amelija Uce-Nikolov                   | Einzel     | Irina Ciobanu        | 0:3          | ausgeschieden | ausgeschieden | ausgeschieden              | ausgeschieden | ausgeschieden                    | ausgeschieden | ausgeschieden | ausgeschieden | ausgeschieden | ausgeschieden | ausgeschieden | ausgeschieden | ausgeschieden | ausgeschieden | ausgeschieden |
| Amelija Uce-Nikolov                   | Einzel     | Baiba Bogdanova      | 1:3          | ausgeschieden | ausgeschieden | ausgeschieden              | ausgeschieden | ausgeschieden                    | ausgeschieden | ausgeschieden | ausgeschieden | ausgeschieden | ausgeschieden | ausgeschieden | ausgeschieden | ausgeschieden | ausgeschieden | ausgeschieden |
| Amelija Uce-Nikolov                   | Einzel     | Bernadett Bálint     | 0:3          | ausgeschieden | ausgeschieden | ausgeschieden              | ausgeschieden | ausgeschieden                    | ausgeschieden | ausgeschieden | ausgeschieden | ausgeschieden | ausgeschieden | ausgeschieden | ausgeschieden | ausgeschieden | ausgeschieden | ausgeschieden |
| Amelija Uce-Nikolov Linda Zeqiri      | Doppel     | —                    | —            | —             | —             | Freilos                    | Freilos       | Nikoleta Puchovanová Özge Yılmaz | 0:3           | ausgeschieden | ausgeschieden | ausgeschieden | ausgeschieden | ausgeschieden | ausgeschieden | ausgeschieden | ausgeschieden | 33            |
| Männer                                |            |                      |              |               |               |                            |               |                                  |               |               |               |               |               |               |               |               |               |               |
| Filip Mladenovski                     | Einzel     | Ioannis Sgouropoulos | 0:3          | ausgeschieden | ausgeschieden | ausgeschieden              | ausgeschieden | ausgeschieden                    | ausgeschieden | ausgeschieden | ausgeschieden | ausgeschieden | ausgeschieden | ausgeschieden | ausgeschieden | ausgeschieden | ausgeschieden | ausgeschieden |
| Filip Mladenovski                     | Einzel     | Mattias Mongiusti    | 1:3          | ausgeschieden | ausgeschieden | ausgeschieden              | ausgeschieden | ausgeschieden                    | ausgeschieden | ausgeschieden | ausgeschieden | ausgeschieden | ausgeschieden | ausgeschieden | ausgeschieden | ausgeschieden | ausgeschieden | ausgeschieden |
| Filip Mladenovski                     | Einzel     | Eduard Ionescu       | 0:3          | ausgeschieden | ausgeschieden | ausgeschieden              | ausgeschieden | ausgeschieden                    | ausgeschieden | ausgeschieden | ausgeschieden | ausgeschieden | ausgeschieden | ausgeschieden | ausgeschieden | ausgeschieden | ausgeschieden | ausgeschieden |
| Filip Mladenovski Fatih Karabaxhak    | Doppel     | —                    | —            | —             | —             | Freilos                    | Freilos       | Jonathan Groth Liam Pitchford    | 0:3           | ausgeschieden | ausgeschieden | ausgeschieden | ausgeschieden | ausgeschieden | ausgeschieden | ausgeschieden | ausgeschieden | 33            |
| Mixed                                 |            |                      |              |               |               |                            |               |                                  |               |               |               |               |               |               |               |               |               |               |
| Amelija Uce-Nikolov Filip Mladenovski | Doppel     | —                    | —            | —             | —             | Toomas Libene Airi Avameri | ausgeschieden | ausgeschieden                    | ausgeschieden | ausgeschieden | ausgeschieden | ausgeschieden | ausgeschieden | ausgeschieden | ausgeschieden | ausgeschieden | ausgeschieden | 49            |